# 김정수 (1953년)
김정수(金貞秀, 1953년 1월 26일 ~ 2014년 1월 13일)는 부산고등학교를 나와 한양대학교를 거쳐 롯데 자이언츠 아마추어팀에서 활약하다가 롯데 자이언츠의 원년멤버로 유니폼을 입었다.
한양대학교에서는 투수로 압학하였으나 쟁쟁한 투수들이 많아 타자로 전향, 1루수를 맡게 되었고 이후 교타자로 이름을 날렸다.
그러나 프로야구에서는 별다른 활약을 보이지 못해 롯데와 삼미, 청보를 거쳐 0.234의 평균타율과 23개의 홈런을 기록하고 1986년 은퇴하게 되는데 잠실구장 개장 후 프로야구 첫 경기였던 1982년 8월 1일 MBC와의 원정경기에서 6회초 솔로홈런을 쳐 역대 잠실구장 1호 프로팀 홈런타자가 됐으며 이 경기에서는 롯데가 6-3으로 승리했다.
은퇴후 한동안 현장에서 모습을 감췄다가 삼미-청보 시절 스승이자  1989년 말 롯데 감독으로 부임한 김진영 감독의 부름을 받아 고향 롯데 코치로 돌아왔지만 1990년 시즌 후 강병철 감독이 재부임하면서 소위 '김진영 라인' 지우기에 따라 현장을 떠난 김 전 감독은  1999년 말 롯데 코치로 재부임했고  2군 타격코치를 맡았으며  2001년 시즌 도중 본인을 롯데로 복귀(2차)하게 해 준 김명성 감독이  타계한 뒤 감독대행을 수행한 우용득 감독이 2002년 부임하면서 2군감독으로 승격했지만 펠릭스 호세와의 재계약 실패에 따른 타격 부진 등의 이유 탓인지 성적 부진을 면치 못해 우용득 감독이 도중하차한 뒤 후임으로 들어온 백인천 감독이 부임하자 보직에서 물러났다.
그 뒤, 2004년부터 동의대 야구부 감독으로 재직했다가 2008년 창단된 우리 히어로즈에서 코치를 맡아  잠깐 프로야구계에 돌아왔었다.

최근에는 용마고 타격 인스트럭터로 활동했다.
2014년 1월 13일 오후 자택에서 심근경색으로 갑작스레 사망했다.
향년 62세